# الساندرو پیاسنتی
الساندرو پیاسنتی (انگلیسی: Alessandro Piacenti؛ زادهٔ ۲۴ اوت ۱۹۹۲) بازیکن فوتبال اهل ایتالیا است.
از باشگاه‌هایی که در آن بازی کرده‌است می‌توان به باشگاه فوتبال پروجا، باشگاه فوتبال آسکولی، باشگاه فوتبال ترنانا، و باشگاه فوتبال پارما اشاره کرد.